# ریکاردو ویلار (بازیکن فوتبال آرژانتین)
ریکاردو ویلار (اسپانیایی: Ricardo Villar‎؛ زادهٔ ۲ ژانویهٔ ۱۹۸۹) بازیکن فوتبال اهل آرژانتین است.

## باشگاهی
از باشگاه‌هایی که در آن بازی کرده‌است می‌توان به باشگاه فوتبال کومو، باشگاه فوتبال چزنا، باشگاه فوتبال تریستیانا، باشگاه فوتبال اودینزه، و باشگاه فوتبال کرمونزه اشاره کرد.